# 옥천면 (양평군)
옥천면(玉泉面)은 경기도 양평군의 면이다.

## 역사
옥천면은 본래 양근군(楊根郡)의 지역으로서, 양근 관아가 건지산 밑에 있다가 1747년 영조 23년에 갈산(현 양평읍)으로 옮기었으므로 고읍면이라 하여 옥천리외 23개 동리를 관할하였다. 융희 2년에 양평군에 편입되고 1914년 4월 1일 군.면 폐합에 따라 현재의 옥천.용천.신복.아신의 4개리로 개편되었다. 이후 1931년 고읍면에서 옥천면으로 개칭되었다.

## 행정 구역
- 신복리(新福里)
- 아신리(我新里)
- 옥천리(玉泉里)
- 용천리(龍川里)

## 문화재
- 양평 함왕성지 - 경기도 기념물 제123호
- 양평 신복리 강맹경 묘역 - 경기도 기념물 제154호